# Lapsana communis
La lassana grespignolo (nome scientifico Lapsana communis L., 1753) è una specie di pianta angiosperma dicotiledone della famiglia delle Asteraceae. Lapsana communis è anche l'unica specie del genere Lapsana  L., 1753.

## Etimologia
Il nome generico ("Lapsana") è stato usato dal medico, botanico e farmacista greco antico Dioscoride (Anazarbe, 40 circa – 90 circa), derivato dal greco lapsanae, per qualche pianta commestibile (forse del genere Raphanus con foglie simili a quelle di Lapsana). L'epiteto specifico (communis) deriva dal latino e significa comune, generale ossia "crescere in comunità".
Il binomio scientifico della pianta di questa voce è stato proposto (così come il genere) da Carl von Linné (1707 – 1778) biologo e scrittore svedese, considerato il padre della moderna classificazione scientifica degli organismi viventi, nella pubblicazione "Species Plantarum" ( Sp. Pl. 2: 811) del 1753.

## Descrizione

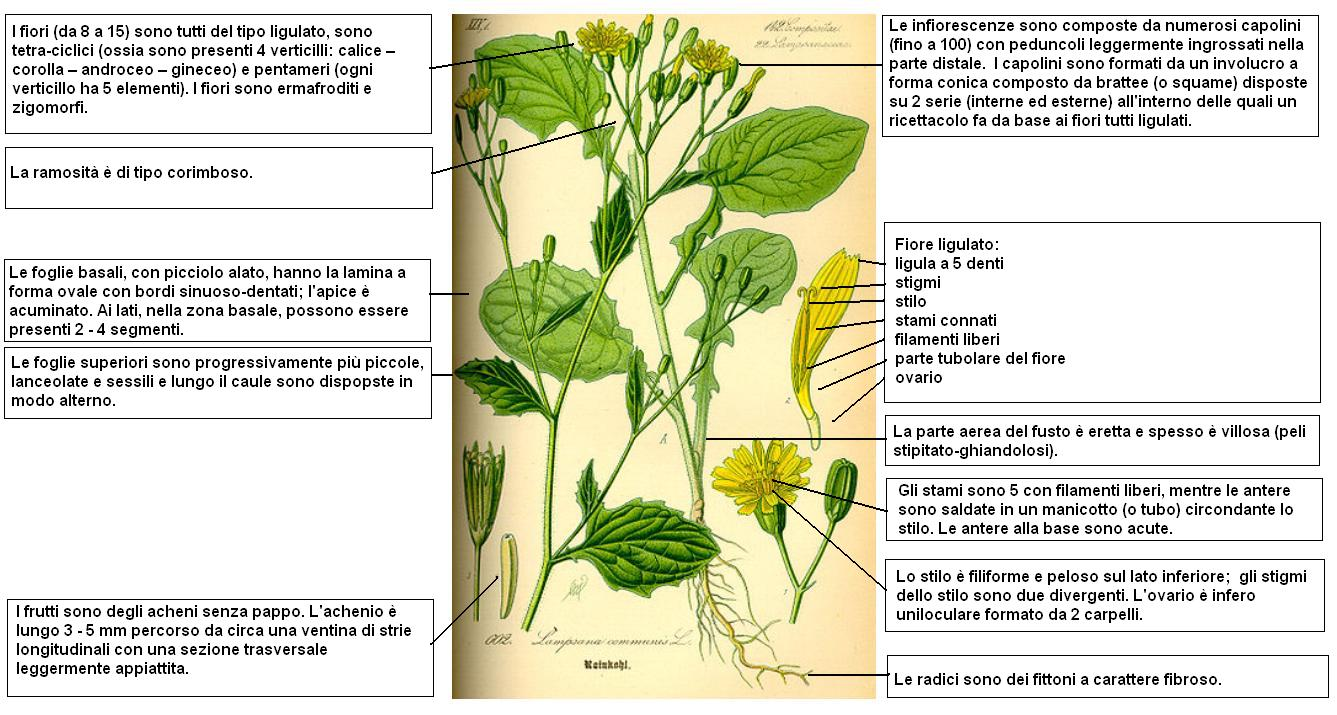
Descrizione delle parti della pianta

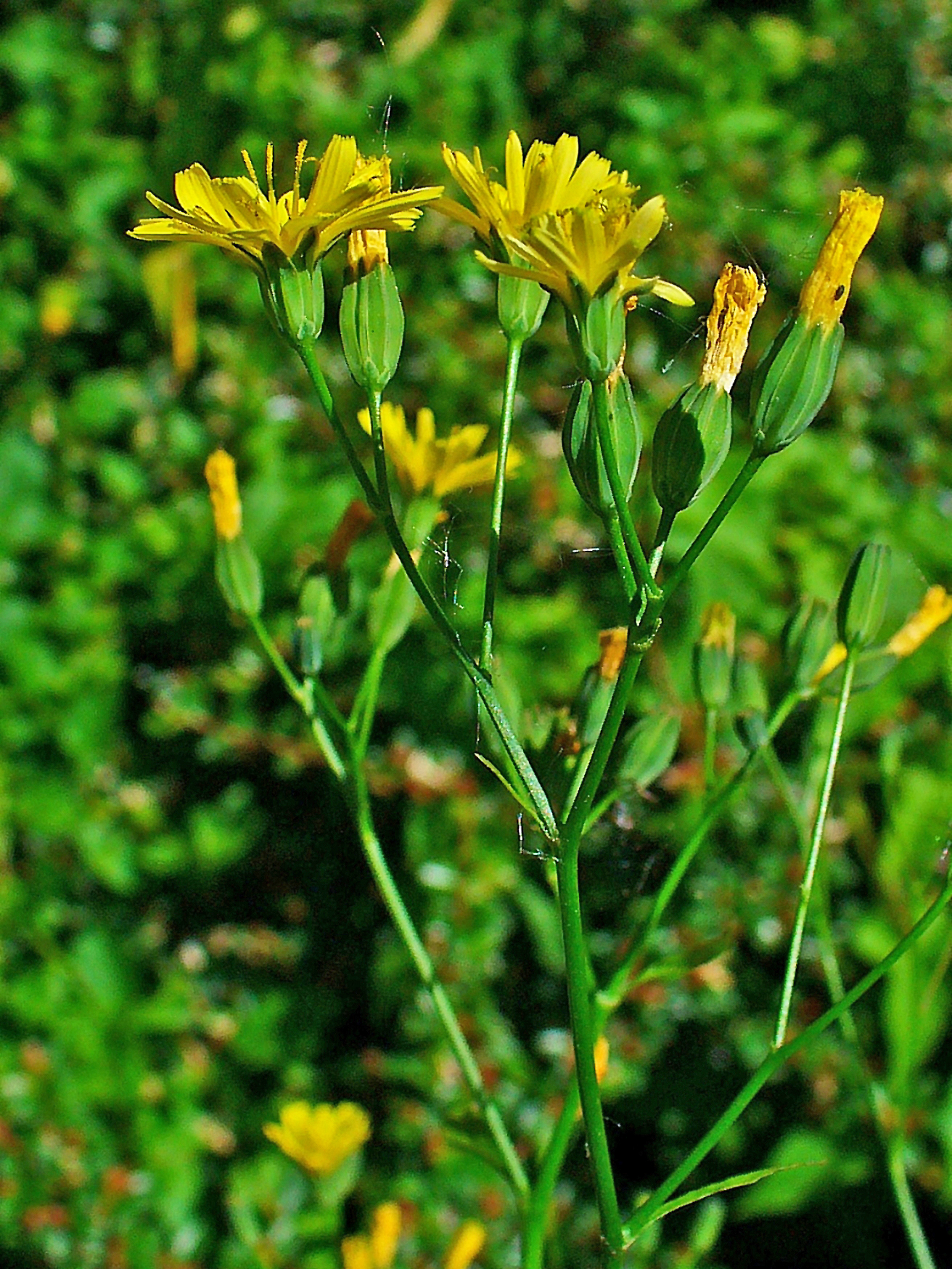
Il portamento

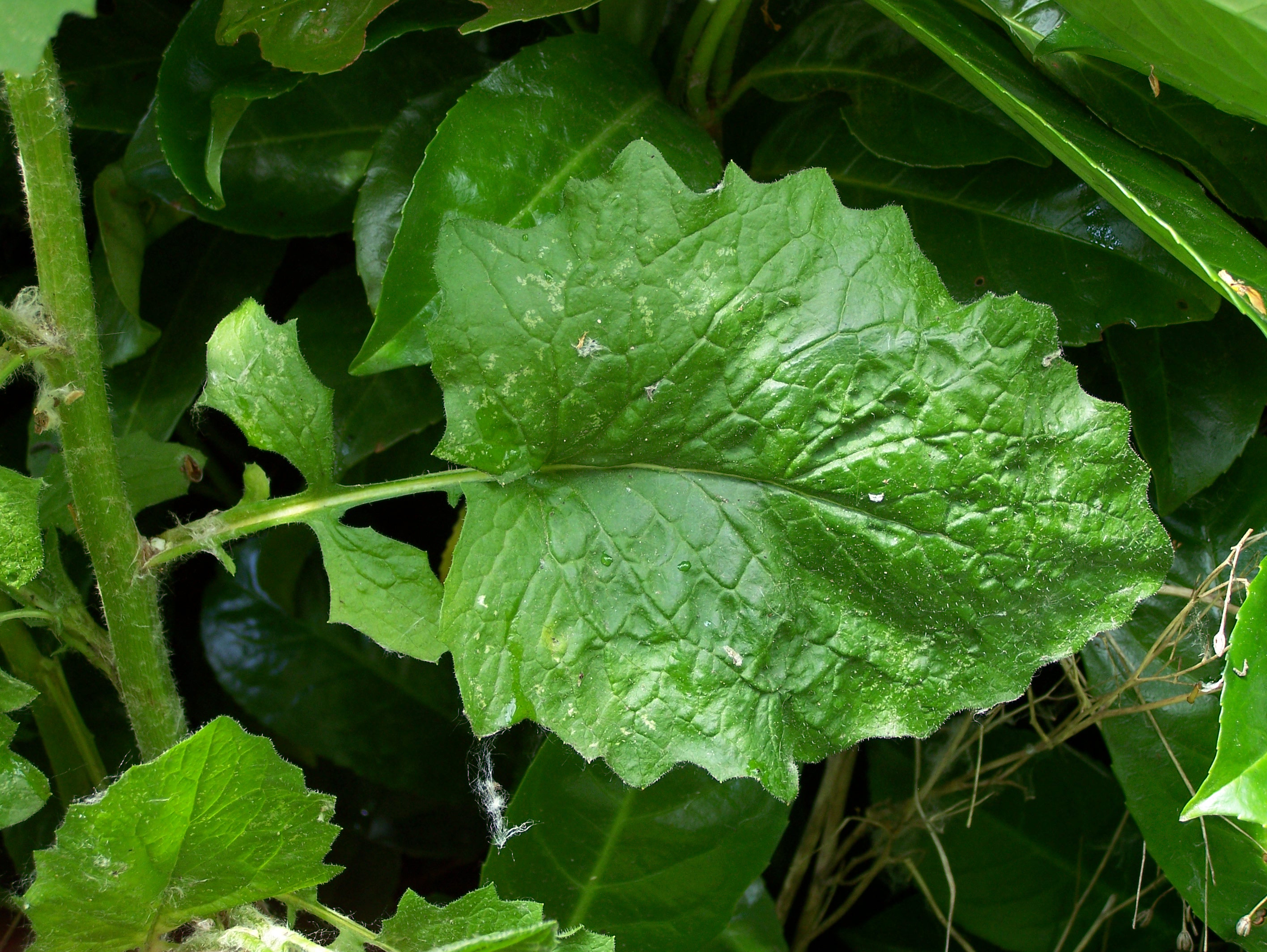
Le foglie basali

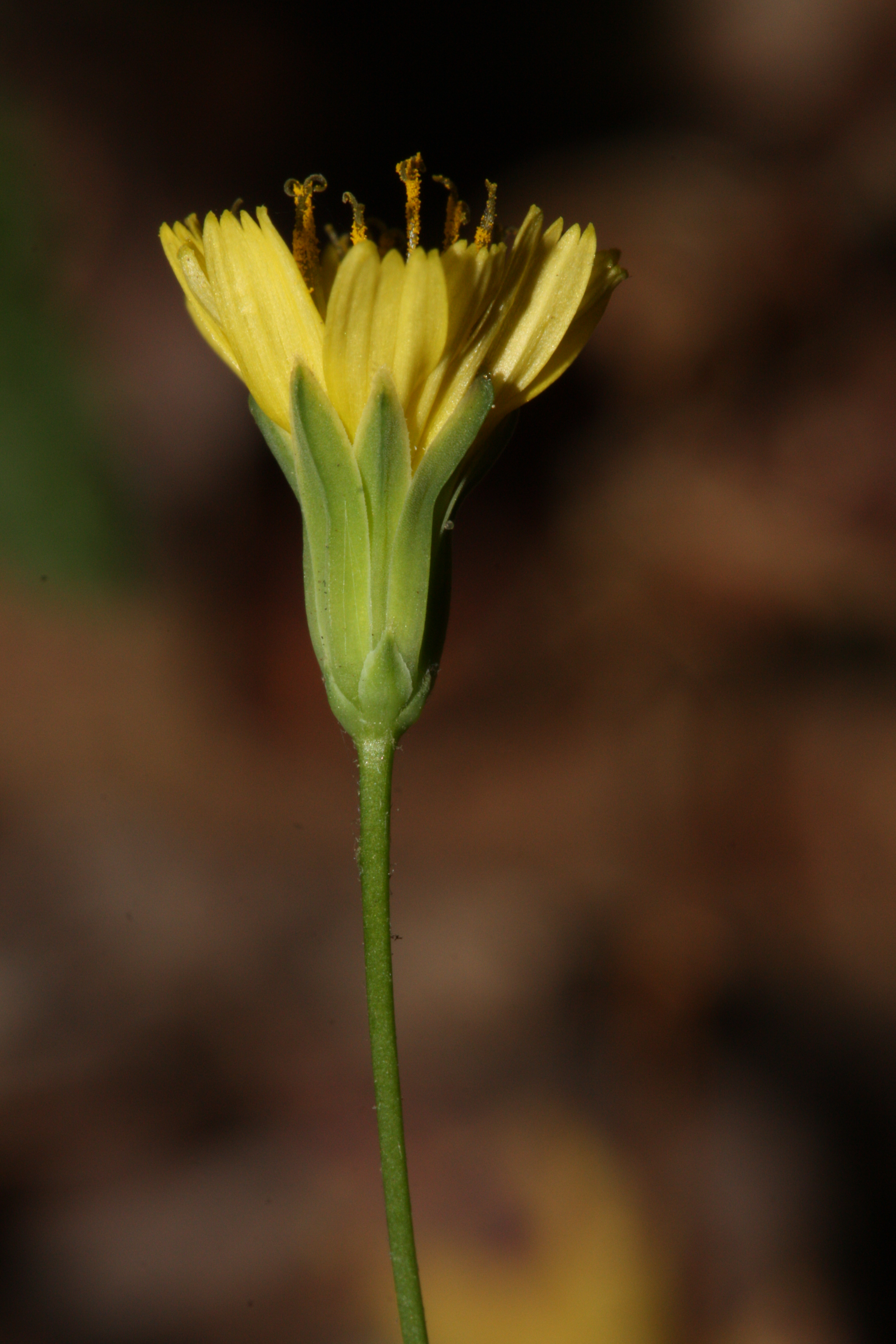
Il capolino

Habitus. Le "lassane" sono piante annuali non molto alte, con abbondante latice amaro. La forma biologica è terofita scaposa (T scap), ossia sono piante erbacee che differiscono dalle altre forme biologiche poiché, essendo annuali, superano la stagione avversa sotto forma di seme e sono munite di asse fiorale eretto e spesso privo di foglie. In alcune pubblicazioni questa specie è descritta con un ciclo biologico perenne.
Radici. Le radici sono dei fittoni a carattere fibroso.
Fusto. La parte aerea del fusto è eretta e spesso è villosa (peli stipitato-ghiandolosi). La ramosità è di tipo corimboso. Gli scapi fiorali sono cavi e afilli; possono originare direttamente dal rizoma. Questo tipo di pianta è alta da 20 a 120 cm.
Foglie. Le foglie si dividono in basali (non rosette) e cauline. Quelle basali, con picciolo alato, hanno la lamina a forma ovale con bordi sinuoso-dentati; l'apice è acuminato. Ai lati, nella zona basale, possono essere presenti 2 - 4 segmenti lobati (larghezza 4 – 10 mm; lunghezza 6 – 18 mm). Le foglie superiori sono progressivamente più piccole, lanceolate e sessili. Lungo il caule le foglie sono disposte in modo alterno. Il colore delle foglie è giallo-verde pallido. Dimensioni della lamina: larghezza 4 – 6 cm; lunghezza 5 – 7 cm (massimo 15 cm).
Infiorescenza. Le infiorescenze sono composte da numerosi capolini (fino a 100) con peduncoli leggermente ingrossati nella parte distale. I capolini sono formati da un involucro a forma conica composto da brattee (o squame) disposte su 2 serie (interne ed esterne) all'interno delle quali un ricettacolo fa da base ai fiori tutti ligulati. Le squame interne (8 - 10) hanno una forma lineare o oblunga (lunghezza 6 – 8 mm) e sono carenate con apici acuti; quelle esterne (4 - 5) hanno una forma ovale e subulata. Il ricettacolo è piatto, liscio e nudo, ossia privo di pagliette a protezione della base dei fiori. Diametro dell'involucro: 2 – 5 mm. Diametro del capolino: 10 –16 mm.
Fiori. I fiori (da 8 a 15 per capolino), tutti ligulati, sono tetra-ciclici (ossia sono presenti 4 verticilli: calice – corolla – androceo – gineceo) e pentameri (ogni verticillo ha in genere 5 elementi). I fiori sono ermafroditi, fertili e zigomorfi.
- Formula fiorale:

*/x K {\displaystyle \infty }, [C (5), A (5)], G 2 (infero), achenio
- Calice: i sepali del calice sono ridotti ad una coroncina di squame.
- Corolla: le corolle sono formate da una ligula terminante con 5 denti; la corolla è colorata di giallo pallido; lunghezza della ligula: 6 – 7 mm.
- Androceo: gli stami sono 5 con filamenti liberi e distinti, mentre le antere sono saldate in un manicotto (o tubo) circondante lo stilo.[18]  Le antere alla base sono acute. Il polline è tricolporato.[19]
- Gineceo: lo stilo è filiforme e peloso sul lato inferiore. Gli stigmi dello stilo sono due divergenti e ricurvi con la superficie stigmatica posizionata internamente (vicino alla base).[20] L'ovario è infero uniloculare formato da 2 carpelli.
- Fioritura: da maggio a ottobre.

Frutti. I frutti sono degli acheni senza pappo (soprattutto quegli esterni). L'achenio è lungo 3 – 5 mm percorso da circa una ventina di strie longitudinali con una sezione trasversale leggermente appiattita. Il becco è presente. Il colore è marrone chiaro. Gli acheni si presentano dimorfi: quelli dei fiori esterni sono più lunghi.

## Biologia
- Impollinazione: l'impollinazione avviene tramite insetti (impollinazione entomogama tramite farfalle diurne e notturne).
- Riproduzione: la fecondazione avviene fondamentalmente tramite l'impollinazione dei fiori (vedi sopra).
- Dispersione: i semi (gli acheni) cadendo a terra sono successivamente dispersi soprattutto da insetti tipo formiche (disseminazione mirmecoria). In questo tipo di piante avviene anche un altro tipo di dispersione: zoocoria. Infatti gli uncini delle brattee dell'involucro si agganciano ai peli degli animali di passaggio disperdendo così anche su lunghe distanze i semi della pianta.

## Tassonomia
La famiglia di appartenenza di questa voce (Asteraceae o Compositae, nomen conservandum) probabilmente originaria del Sud America, è la più numerosa del mondo vegetale, comprende oltre 23.000 specie distribuite su 1.535 generi, oppure 22.750 specie e 1.530 generi secondo altre fonti (una delle checklist più aggiornata elenca fino a 1.679 generi). La famiglia attualmente (2021) è divisa in 16 sottofamiglie.

### Filogenesi
Nelle precedenti descrizioni del genere Lassana erano comprese fino a 9 specie. In seguito ad analisi cladistiche dei caratteri morfologici, le specie orientali sono state segregate nel nuovo genere Lapsanastrum J.H. Pak & K. Bremer, 1995 (contenente solo specie biennali o annuali), mentre il genere Lapsana è diventato monotipo.
Il genere di questa voce appartiene alla sottotribù Crepidinae della tribù Cichorieae (unica tribù della sottofamiglia Cichorioideae). In base ai dati filogenetici la sottofamiglia Cichorioideae è il terz'ultimo gruppo che si è separato dal nucleo delle Asteraceae (gli ultimi due sono Corymbioideae e Asteroideae). La sottotribù Crepidinae fa parte del "quarto" clade della tribù; in questo clade è in posizione "centrale" vicina alle sottotribù Chondrillinae e Hypochaeridinae.
I caratteri più distintivi per questa sottotribù (e quindi per i suoi generi) sono:
- in queste piante non sono presenti i peli piccoli, morbidi e ramificati;
- le brattee involucrali sono disposte in due serie ineguali;
- i capolini contengono molti fiori;
- le setole del pappo non sono fragili;
- gli acheni alla base sono poco compressi.

La sottotribù è divisa in due gruppi principali uno a predominanza asiatica e l'altro di origine mediterranea/euroasiatica. Da un punto di vista filogenetico, all'interno della sottotribù, sono stati individuati 5 subcladi. Il genere di questa voce appartiene al subclade denominato "Crepis-Lapsana-Rhagadiolus clade", composto dai generi Crepis L., 1753, Lapsana L., 1753 e Rhagadiolus Juss., 1789. Questo subclade, nell'ambito della sottotribù, occupa una posizione più o meno "basale" con i gruppi "Crepidiastrum-Lapsanastrum-Youngia clade" (ancora più "basale") e "Ixeris-Ixeridium-Taraxacum clade" (più interno). Il gruppo "Crepis-Lapsana-Rhagadiolus clade" è diviso in due subcladi: uno formato dal genere Crepis e l'altro, in disposizione politomica, dai generi Lapsana, Rhagadiolus e alcune specie di Crepis. In questo gruppo quindi Lapsana e Rhagadiolus sono morfologicamente ben delimitati, mentre Crepis risulta parafiletico (per cui la sua circoscrizione è provvisoria). [La precedente configurazione filogenetica è basata sull'analisi di alcune particolari regioni (nrITS) del DNA; analisi su altre regioni (DNA del plastidio) possono dare dei risultati lievemente diversi.]
I caratteri distintivi per le specie del genere Lapsana sono:
- la distribuzione è soprattutto europea;
- il fusto ha una struttura ramosa-corimbosa;
- le foglie hanno 2 - 4 segmenti laterali minori;
- i capolini sono molto numerosi;
- l'involucro ha due serie distinte di brattee;
- il colore dei fiori è giallo chiaro, quasi pallido;
- gli acheni hanno una ventina di sottili coste longitudinali;
- gli acheni esterni sono privi di pappo.

Il numero cromosomico della specie è: 2n = 12, 14 e 16 (specie diploide).

### Sottospecie
La variabilità di questa pianta è soprattutto nell'indumento generale: glabra o villosa o anche villoso-ghiandolosa; ma non sembra che questi caratteri siano persistenti, bensì casuali. Per questa specie sono indicate le seguenti sottospecie:

#### Sottospeciecommunis

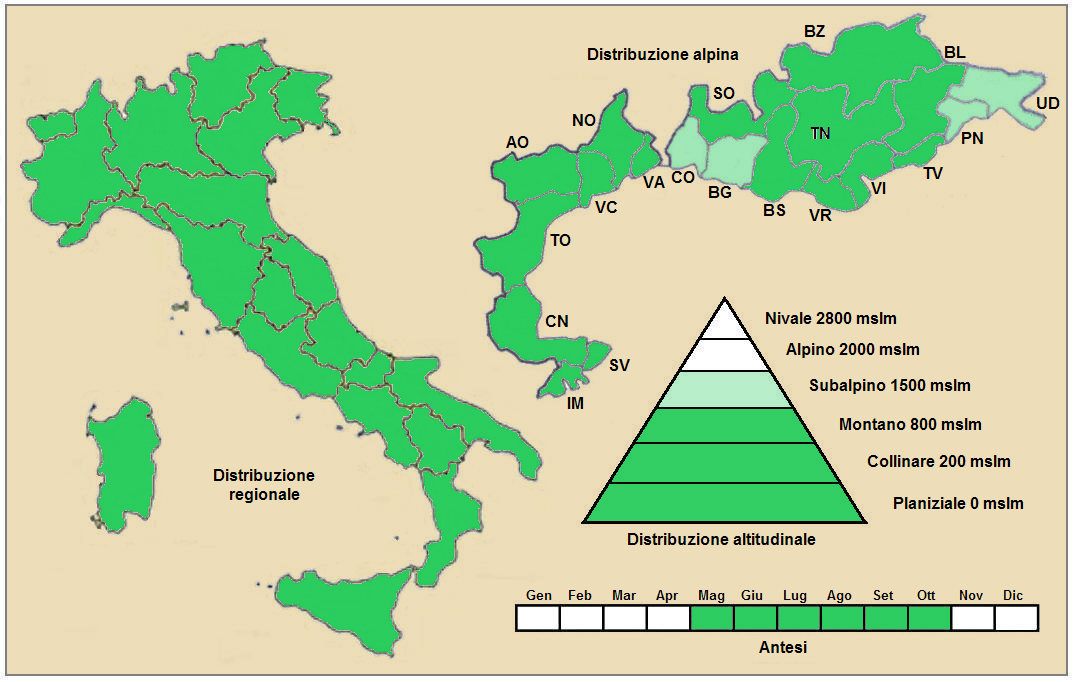
Distribuzione della sottospecie communis
(Distribuzione regionale – Distribuzione alpina)

- Nome scientifico: Lapsana communis subsp. communis.
- Descrizione: (è la stirpe principale) le ligule dei fiori sono lunghe fino a 1,5 volte l'involucro del capolino.
- Geoelemento: il tipo corologico (area di origine) è Paleotemperato - Eurasiatico.
- Distribuzione: la distribuzione di questa pianta è relativa all'Europa e all'Asia; è molto comune in Italia. Nelle Alpi è comune ovunque. Sugli altri rilievi europei collegati alle Alpi è presente nei Vosgi, Massiccio del Giura, Massiccio Centrale, Pirenei e Carpazi.[28]
- Habitat: l'habitat tipico sono i boschi di latifoglie cedui, gli orti, i campi coltivati e le zone ruderali; ma anche i margini dei boschi, le schiarite forestali e gli arbusteti. Il substrato preferito è sia calcareo che siliceo con pH neutro, alti valori nutrizionali del terreno che deve essere mediamente umido.[28]
- Distribuzione altitudinale: sui rilievi queste piante si possono trovare fino a 1.400 m s.l.m.; frequentano quindi i seguenti piani vegetazionali: collinare, montano e in parte quello subalpino (oltre a quello planiziale – a livello del mare).[28]
- Fitosociologia:

- Dal punto di vista fitosociologico alpino Lapsana communis appartiene alla seguente comunità vegetale:

Formazione: delle comunità perenni nitrofile
Classe: Artemisietea vulgaris
Ordine: Galio-Alliarietalia
- Per l'areale completo italiano la sottospecie communis appartiene alla seguente comunità vegetale:

Macrotipologia: vegetazione erbacea sinantropica, ruderale e megaforbieti
Classe: Galio aparines-Urticetea dioicae Passarge ex Kopecký, 1969
Ordine: Galio aparines-Alliarietalia petiolatae Oberdorfer ex Görs & Müller, 1969
Alleanza: Geo-Alliarion Lohmeyer & Oberdorfer ex Görs & Müller, 1969
Descrizione. L'alleanza Geo-Alliarion è relativa alle comunità termofile a dominanza di terofite situate alla periferia delle foreste mesofile, nelle schiarite di boschi e sulle rive disturbate dei fiumi. L’alleanza, che include comunità costituite da specie annuali e perenni a breve ciclo di vita, è distribuita in tutta la penisola italiana e si sviluppa in habitat ricchi di nutrienti, nei bioclimi temperato subumido e umido e mediterraneo con estati secche o calde.
Alcune specie presenti nell'associazione: Smyrnium rotundifolium, Galium aparine, Bromus tectorum, Impatiens parviflora, Rubus caesius, Urtica dioica, Geum urbanum, Acanthus mollis, Smyrnium olusatrum, Allium subhirsutum, Oxalis pes-caprae, Arisarum vulgare, Sambucus ebulus, Lamiastrum galeobdolon, Geranium robertianum, Chaerophyllum temulum, Alliaria petiolata, Lunaria annua.

#### Sottospecieadenophora
- Nome scientifico: Lapsana communis subsp. adenophora (Boiss.) Rech.f., 1944.
- Descrizione: le ligule dei fiori sono lunghe fino a 2 volte l'involucro del capolino; i peduncoli dei capolini sono lunghi fino a 2 volte l'involucro; il diametro dell'involucro è di 6 – 8 mm; l'aspetto delle piante è pubescente-ghiandoloso.
- Geoelemento: il tipo corologico (area di origine) è Sud Est Europeo.
- Distribuzione: in Italia è una sottospecie rara ed è presente in Campania. Altrove si trova nella Penisola Balcanica, Transcaucasia e Anatolia.
- Numero cromosomico: 2n = 14.

#### Sottospecieintermedia

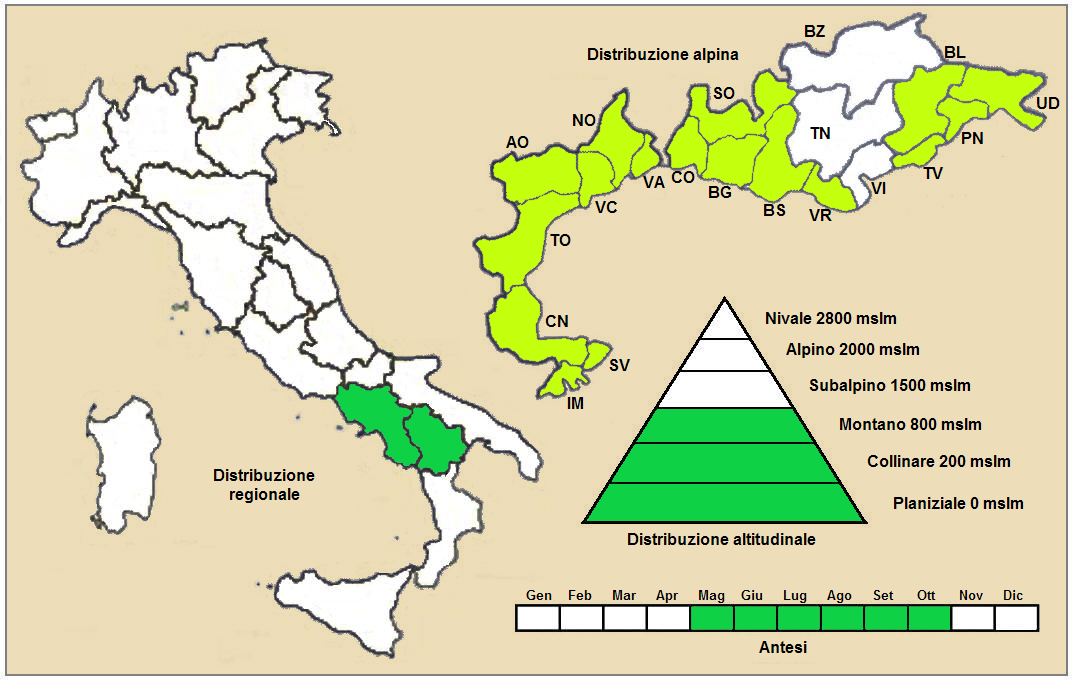
Distribuzione della sottospecie intermedia
(Distribuzione regionale – Distribuzione alpina)

- Nome scientifico: Lapsana communis subsp. intermedia (M. Bieb.) Hayek., 1931.
- Descrizione: il ciclo biologico di questa sottospecie è bienne o perenne; le ligule dei fiori sono lunghe fino a 2 volte l'involucro del capolino; i peduncoli dei capolini sono lunghi più di 2 volte l'involucro; il diametro dell'involucro è di 7 – 10 mm; l'aspetto delle piante è glabro nella parte superiore.
- Geoelemento: il tipo corologico (area di origine) è Sud Est Europeo.
- Distribuzione:  in Italia è una sottospecie rara ed è presente in Campania e Basilicata. Altrove si trova in Asia sudoccidentale ed Europa sudorientale.
- Habitat: l'habitat tipico sono gli ambienti ruderali, le scarpate, i pioppeti, gli ontaneti, i frassineti umidi e i saliceti arborei. Il substrato preferito è sia calcareo che siliceo con pH neutro, alti valori nutrizionali del terreno che deve essere mediamente umido.[31]
- Distribuzione altitudinale: sui rilievi alpini queste piante frequentano i seguenti piani vegetazionali: collinare e montano.
- Fitosociologia: dal punto di vista fitosociologico alpino Lapsana communis appartiene alla seguente comunità vegetale:[28]

Formazione: delle comunità perenni nitrofile.
Classe: Artemisietea vulgaris
Ordine: Gallio-Alliarietalia
- Numero cromosomico: 2n = 14.

#### Altre sottospecie
- Lapsana communis subsp. alpina (Boiss. & Balansa) P.D.Sell., 1975 - Distribuzione: Anatolia.
- Lapsana communis subsp. grandiflora (M. Bieb.) P.D.Sell., 1975 - Distribuzione: Europa orientale, Transcaucasia e Anatolia.
- Lapsana communis subsp. macrocarpa (Coss.) Nyman, 1879 - Distribuzione: Magreb.
- Lapsana communis subsp. pinnatisecta (Sommier & Levier) Greuter, 2006 - Distribuzione: Europa orientale e Transcaucasia.
- Lapsana communis subsp. pisidica (Boiss. & Heldr.) Rech.f., 1944 - Distribuzione: Grecia, Anatolia e Asia mediterranea.
- Lapsana communis var. aurantia Yild., 2010 - Distribuzione: Anatolia.

### Sinonimi
Sono elencati alcuni sinonimi per questa entità:
Sinonimi per il genere
- Lalda Bubani
- Lampsana Mill.

Sinonimi per la sottospecie denophora
- Lapsana adenophora  Boiss.
- Lapsana olympica  P.Candargy

Sinonimi per la sottospecie alpina
- Lapsana alpina Boiss. & Balansa

Sinonimi per la sottospecie communis
- Hieracium lampsana   E.H.L.Krause
- Lapsana cancellata   Borbás
- Lapsana cappadocica   Bornm.
- Lapsana communis f. leiocephala   Pamp.
- Lapsana crispa   Willd.
- Lapsana glandulosa   Freyn & Sint.
- Lapsana pubescens   Hornem.
- Lapsana silvatica   Nyman
- Lapsana sonchifolia   Gilib.
- Lapsana sylvatica   Wallr.

Sinonimi per la sottospecie grandiflora
- Hieracium lampsanoides  DC.
- Lapsana glandulifera  Cass.
- Lapsana grandiflora  M.Bieb.
- Lapsana lyrata  Willd.

Sinonimi per la sottospecie intermedia
- Lapsana aipetriensis  Vassilcz.
- Lapsana freynii  Borbás
- Lapsana intermedia  M.Bieb.

Sinonimi per la sottospecie macrocarpa
- Lapsana macrocarpa Coss.

Sinonimi per la sottospecie pinnatisecta
- Lapsana grandiflora f. pinnatisecta Sommier & Levier
- Lapsana pinnatisecta (Sommier & Levier) Ter-Chatsch.

Sinonimi per la sottospecie pisidica
- Lapsana cassia Boiss.
- Lapsana peduncularis  Boiss.
- Lapsana pisidica  Boiss. & Heldr.
- Lapsana ramosissima  Boiss. & Heldr.

### Specie simili
Questa specie è simile ad alcune specie del genere Cichorium, ma ha un ciclo biologico annuo, i capolini contengono pochi fiori, i fiori sono gialli e il pappo è assente.

## Usi
Le giovani foglie (o anche i germogli) possono essere mangiati come insalata, oppure cotte come gli spinaci, oppure aggiunte a zuppe e sformati.

## Altre notizie
(1) La lassana comune in altre lingue è chiamata nei seguenti modi:
- (DE)  Gewöhnlicher Rainkohl
- (FR)  Lapsane commune
- (EN)  Nipplewort

(2) In molte zone questa pianta è considerata infestante. In Canada, importata nel XIX secolo (probabilmente come contaminante di materiali per giardino), dopo essere rimasta lungamente circoscritta nei luoghi originali d'introduzione, negli ultimi anni si è diffusa su tutto il territorio meridionale e negli USA creando non pochi problemi alle colture utili.